# Higby Mountain
Higby Mountain est une montagne située dans l'État du Connecticut (États-Unis) et faisant partie de Metacomet Ridge, une longue arête rocheuse des Appalaches qui traverse le sud de la Nouvelle-Angleterre sur 160 kilomètres de long. Le sommet s'élève à 272 mètres d'altitude. Higby Mountain est une destination populaire pour la pratique de sports en plein air, réputée pour ses falaises, le panorama qu'elle offre, son microclimat ainsi que sa faune et sa flore variées.

## Géographie

### Topographie
Higby Mountain s'élève abruptement 180 mètres au-dessus de la ville de Meriden, en présentant des falaises de trois kilomètres de long orientées à l'ouest. Elle s'étend sur 4,8 kilomètres de long pour 1,9 kilomètre à son point le plus large, bien que le relief rende la distance au sol plus importante. Son point culminant atteint 272 mètres d'altitude. Camel’s Hump, également appelé The Pinnacle, est une élévation de 230 mètres d'altitude au sud de l'arête, juste au nord d'un col nommé Preston Notch où passe l'Interstate 91. Une série de petites collines, dont Fall Hill, prolonge la montagne au nord. Higby Mountain se situe sur le territoire des villes de Meriden, Middlefield et Middletown. Elle se prolonge au nord-ouest par Chauncey Peak et au sud par Besek Mountain.

### Hydrographie
Higby Mountain est un important aquifère. Deux réservoirs et un étang se trouvent à sa base : Higby Mountain Reservoir sur son piémont à l'est, Adder Reservoir un peu plus haut à l'est également et Black Pond au sud, séparant la montagne de Besek Mountain. Une cascade d'une hauteur de 15 mètres, Westfield Falls, jaillit de Fall Hill.
Les eaux des versants septentrionaux et orientaux s'écoulent dans le Fall Brook, puis dans le Sawmill Brook, émissaire de la Mattabasett River, affluent du fleuve Connecticut, tandis que la moitié occidentale et méridionale de Higby Mountain appartient au bassin du Quinnipiac qui se jette directement dans l'océan Atlantique au Long Island Sound.

### Géologie
Higby Mountain, comme la plus grande partie de Metacomet Ridge, est composée de basalte, une roche volcanique. Elle s'est formée à la fin du Trias lors de la séparation de la Laurasia et du Gondwana, puis de l'Amérique du Nord et de l'Eurasie. La lave émise au niveau du rift s'est solidifiée en créant une structure en mille-feuille sur une centaine de mètres d'épaisseur. Les failles et les séismes ont permis le soulèvement de cette structure géologique caractérisée par de longues crêtes et falaises.

### Écosystème
La combinaison des crêtes chaudes et sèches, des ravines froides et humides et des éboulis basaltiques est responsable d'une grande variété de microclimats et d'écosystèmes abritant de nombreuses espèces inhabituelles pour la région. Higby Mountain est un important corridor migratoire saisonnier pour les rapaces.

## Activités

### Tourisme
La montagne est ouverte à la randonnée pédestre, à la raquette à neige, à l'observation ornithologique, au pique-nique et à diverses autres activités de détente. La natation, le canotage et la pêche sont interdits dans les réservoirs mais ces deux derniers sont autorisés dans Black Pond. Plusieurs sentiers de randonnée traversent Higby Mountain, dont une partie des 80 kilomètres du Mattabesett Trail, maintenu par la Connecticut Forest and Park Association, qui s'étend du nord de Lamentation Mountain, où il est relié à Metacomet Trail, jusqu'au sud de Totoket Mountain. Un parking est situé au sud de la montagne ; l'autre point d'accès à Mattabesett Trail se trouve au nord.

### Menaces et protections environnementales
Les principales menaces et pollutions visuelles qui pèsent sur Higby Mountain sont l'étalement périurbain et le creusement de carrières. The Nature Conservancy gère 64 hectares de réserves au sud de la montagne. De surcroît, la ville de Meriden possède des parcelles à la fois comme terrain public et comme réserve hydrologique. Black Pond fait partie de la Black Pond Wildlife Management Area.
En 2000, la montagne a fait l'objet d'une étude du National Park Service en vue d'être intégrée dans un nouveau National Scenic Trail, le New England National Scenic Trail, qui aurait inclus le Metacomet-Monadnock Trail au Massachusetts d'une part, les Mattabesett Trail et Metacomet Trail au Connecticut d'autre part. Le Meriden Land Trust et le Middlesex Land Trust veillent à la conservation et à la préservation du panorama.